# Fast 'n' Bulbous - A Tribute to Captain Beefheart
Fast 'n' Bulbous - A Tribute to Captain Beefheart è un album compilation tributo alla musica di Captain Beefheart pubblicato in Gran Bretagna dalla Imaginary Records nel 1988. Si tratta di una carrellata di brani sparsi provenienti da diversi dischi di Don Van Vliet interpretati da artisti contemporanei noti e meno noti.

## Descrizione
L'album è il primo disco tributo alla musica di Captain Beefheart mai pubblicato. La Imaginary Records pubblicò svariati album tributo a diversi artisti (Syd Barrett; The Kinks) coinvolgendo più o meno sempre le stesse band. Alcune delle cover presenti sull'album erano già state pubblicate in precedenza, altre invece furono registrate appositamente per questo disco.

## Tracce

### Lato 1
1. The Dog Faced Hermans - Zig Zag Wanderer
2. XTC - Ella Guru
3. The Scientists - Clear Spot
4. The Membranes - Ice Cream For Crow
5. The King of Luxembourg - Long Necked Bottles
6. The Beat Poets - Sun Zoom Spark

### Lato 2
1. That Petrol Emotion - Hot Head
2. The Primevals - China Pig
3. Sonic Youth - Electricity
4. Good and Gone - Harry Irene
5. The Screaming Dizbusters - Frying Pan
6. The Mock Turtles - Big Eyed Beans From Venus

### Bonus track versione CD
1. The Beat Poets - Gimme Dat Harp Boy
2. Primevals - Crazy Little Thing